# Riccardo Fraccaro

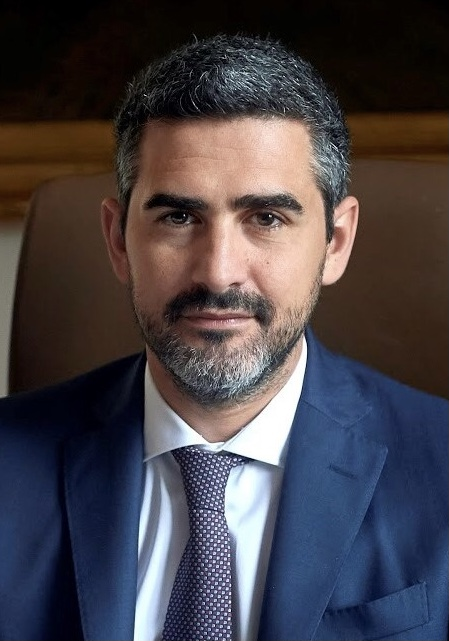
Riccardo Fraccaro (2019)

Riccardo Fraccaro (* 13. Januar 1981 in Montebelluna, Venetien) ist ein italienischer Jurist und Politiker der Partei Movimento 5 Stelle (M5S). Seit 2013 ist er Abgeordneter der Camera dei deputati. Vom 5. September 2019 bis zum 13. Februar 2021 war er Sekretär des Ministerrats im Kabinett Conte II.
Zuvor war er von Juni 2018 bis September 2019 Minister für Beziehungen zum Parlament und Direkte Demokratie im Kabinett Conte I.

## Biografie
Fraccaro wuchs in Riese Pio X, einer Gemeinde in der Provinz Treviso auf. Nach Abschluss der staatlichen Oberschule begann er an der Universität Trient ein Studium der Rechtswissenschaften, das er 2011 mit Spezialisierung im Bereich Internationale Umweltgesetzgebung erfolgreich abschloss. Anschließend arbeitete Fraccaro im Energiedienstleistungssektor. Seine politische Tätigkeit im Umfeld der Fünf-Sterne-Bewegung begann Fraccaro noch während seines laufenden Studiums, im Jahr 2010 in Trient, als Gründungsmitglied der von Beppe Grillo initiierten Meetups.
Bei den Parlamentswahlen in Italien 2013 wurde er in der Region Trentino-Südtirol für die Fünf-Sterne-Bewegung in die italienische Abgeordnetenkammer gewählt. Ab März 2013 war er zudem Mitglied des Parlamentspräsidiums. Seit dem 29. März 2018 ist er Quästor der Abgeordnetenkammer. Am 1. Juni 2018 wurde er als Minister für Beziehungen zum Parlament und Direkte Demokratie  des Kabinett Conte I vereidigt. Als solcher brachte er den Vorstoß ein, ein Initiativrecht (→ Volksinitiative) auf verbindliche Abstimmungen (500.000 Unterschriften wie bisher) einzuführen, wie auch das Zustimmungsquorum (z. Z. 50 % der Stimmberechtigten) bei Volksabstimmungen abzuschaffen.
Am 5. September 2019 trat er das Amt des Sekretärs des Ministerrates im Kabinett Conte II an. Er hatte das Amt bis zum Amtsantritt des Kabinetts Draghi am 13. Februar 2021 inne.